# Хвасон (город)
Хвасо́н (кор. 화성시?, 華城市?) — город в провинции Кёнгидо, Южная Корея.

## История
Во время государства Когурё здесь располагались два уезда — Тансон (Тансонгун) и Мэхоль (Мэхольгун). После объединения Корейского полуострова под властью государства Силла, в 757 году эти уезды были переименованы в Сусон (Сусонгун) и Тангын (Тангынгун) соответственно. В 822 году они были объединены в уезд Сусон. Во время правления вана Сунджона была проведена административная реформа, в результате которой на территории современного Хвасона появились административные единицы Суджу и Тансун. Позже эта территория была поделена между уездами Сувон и Намян. После того, как Сувон получил статус города в 1949 году, Хвасон стал отдельной административной единицей статуса уезда (кун или гун). Статус города (си) был получен в 2001 году.

## География
Расположен в юго-западной части провинции Кёнгидо. На севере Хвасон граничит с городами Анян, Ансан и Сихын, на востоке — с Осаном, Сувоном и Йонъином, на юге — с Пхёнтхэком. С запада омывается Жёлтым морем.
Ландшафт города сформирован достаточно высокой горной цепью на северо-востоке и невысокими холмами в центре. Западная часть, прилегающая к Жёлтому морю, равнинна. Территорию города разрезают две реки — Хвангуджичхон и Паранчхон.

## Туризм и достопримечательности
- Буддийский храм Йонджуса. Первые постройки храмового комплекса относятся к эпохе государства Объединённое Силла (IX век). В храме хранится несколько предметов высокой художественной и исторический ценности. Среди них большой храмовый колокол (в списке национальных сокровищ под номером 120), а также 9 объектов, входящих в список культурного наследия провинции Кёнгидо.
- Мемориал имени святой Марии — мемориальный комплекс, возведённый Католической церковью Южной Кореи в память корейских католиков, погибших в 1866 году во время антихристианских погромов.
- Горячие источники Хвасона. В городе расположено несколько горячих источников, превращённых в конце XX века в спа-курорты. Сейчас это туристические зоны, в которых расположены гостиницы, сауны, бассейны и центры восточной медицины.
- Музей шёлка. Музей разделён на три зоны — экспозиция, посвящённая тутовому шелкопряду, выставка насекомых и природоведческая зона. Экспозиция под открытым небом разбита на 12 акрах земли.
- Центр культуры и искусств в районе Сосинмён — художественная школа, в которой проводится обучение традиционным корейским ремёслам, имеется выставка работ преподавателей и учеников школы.[3].
- Окаменелости динозавров, найденные в районе Коджонни в 1999 году. Эти окаменелости были занесены в список природных памятников Кореи под номером 414. Фрагменты яиц динозавров выставлены на обозрение туристам.
- Крепость Тансон (в списке исторических мест Кореи под номером 217). Крепость была построена в эпоху Трёх государств, затем, в эпоху Объединённого Силла была перестроена. Высота крепостных стен — 2,5 метра, периметр стены — 1,2 километра.
- Мемориал независимости — возведён в 1959 году в память об участниках движения за независимость Кореи от Японии в начале XX века. Расширен в 2000 году. Входит в список исторических мест Кореи под номером 299. Здесь похоронено 23 участника движения за независимость.[4]

## Символы
- Дерево: гингко — символизирует честность.
- Цветок: форзиция — символизирует дух борьбы и единение горожан.
- Птица: голубь — является символом мира.
- Маскоты: весёлые человечки мистер и мисс Fine.

## Города-побратимы
Хвасон имеет ряд городов-побратимов:
- Синтай, Китай — с 2001
- Футхо, Вьетнам — с 2004
- Дананг, Вьетнам — с 2005
- Бёрнаби, Канада — с 2007
- Вэйхай, Китай — с 2007